# Médersa Salhia

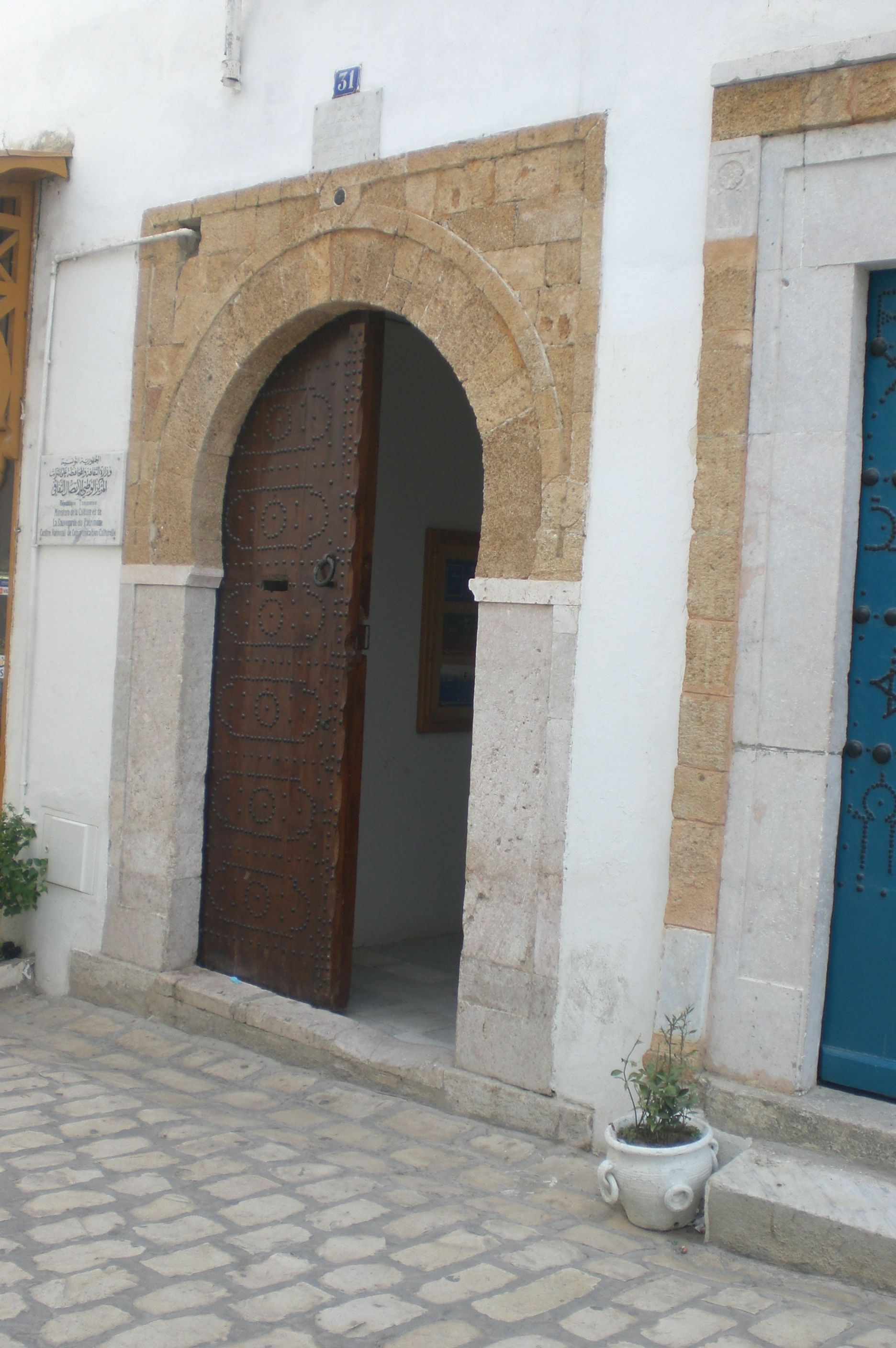
Porte de la médersa

La médersa Salhia (arabe : المدرسة الصالحية) est l'une des médersas de la médina de Tunis, l'une des dernières à être construites par un entrepreneur pour loger des étudiants.

## Localisation
La médersa se trouve au numéro 31 de la rue Sidi Ben Arous, qui débouche d'une côté sur la mosquée Zitouna et de l'autre sur la kasbah.

## Histoire
Entre 1928 et 1938, plusieurs médersas sont construites pour loger les étudiants de la Zitouna dont le nombre s'est accru durant la période de l'entre-deux-guerres. Parmi elles figure la médersa Hamzia construite en 1929. La médersa Salhia est quant à elle construite en 1937 par Mohamed Salhi.
Parmi les personnalités qui y séjournent figure le poète Abou el Kacem Chebbi entre 1926 et 1927.
Devenue propriété du ministère de la Culture, elle accueille le Centre d’études et de documentation pour la promotion culturelle à partir de 1987 puis le Centre national de la communication culturelle à partir de 1994. Face à l'état de dégradation du bâtiment et des livres qu'il accueille, des travaux de restauration ont lieu et une bibliothèque portant le nom de l’écrivain Ali Douagi y est aménagée et inaugurée le 31 mai 2017. Un salon littéraire et des manifestations culturelles et artistiques y sont dès lors organisés.

## Architecture
La porte de la médersa est surmontée d'une épigraphe. Elle s'ouvre une galerie donnant sur un patio entouré de chambres sur deux niveaux.

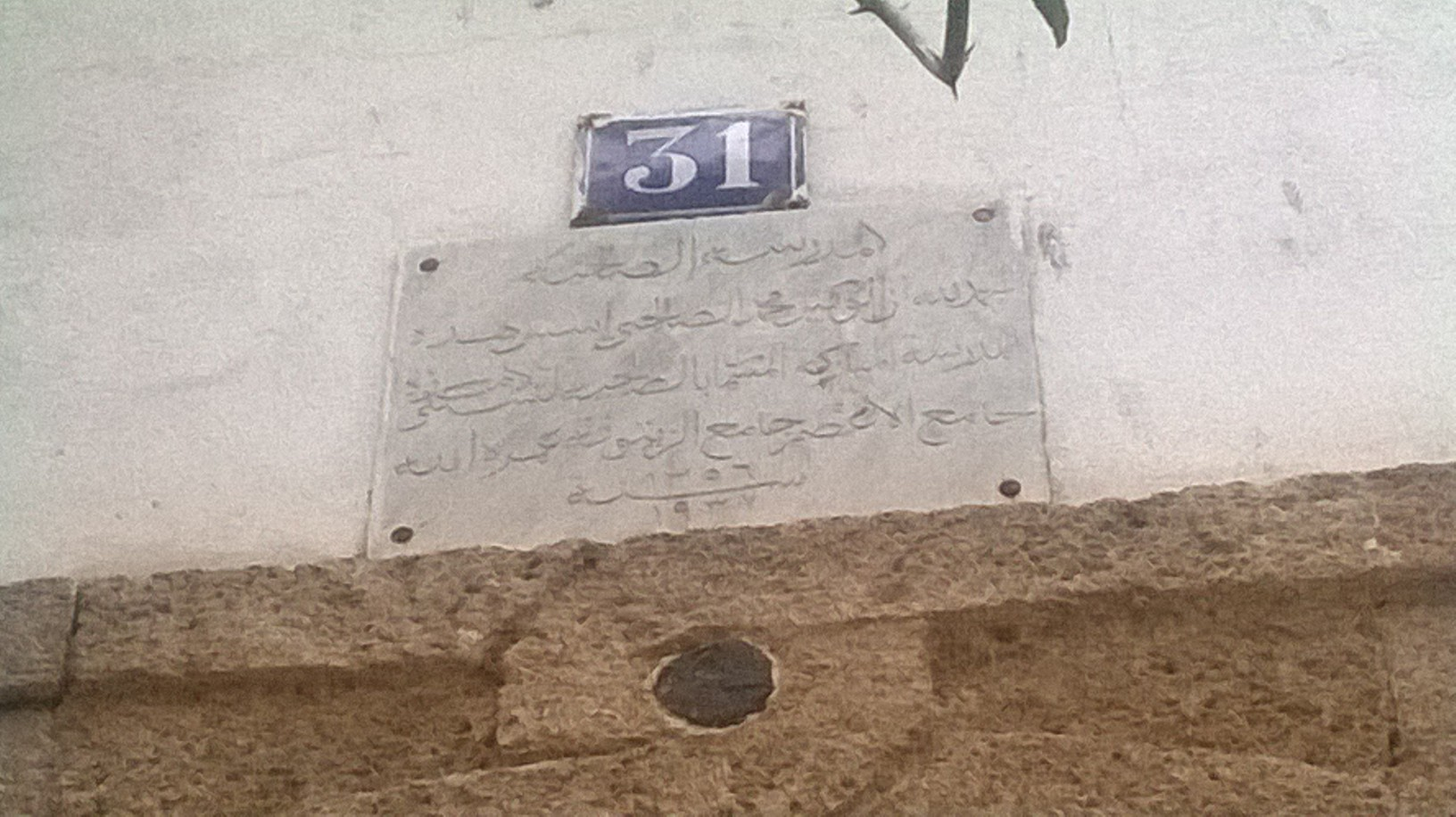
Épigraphie sur marbre au-dessus de la porte
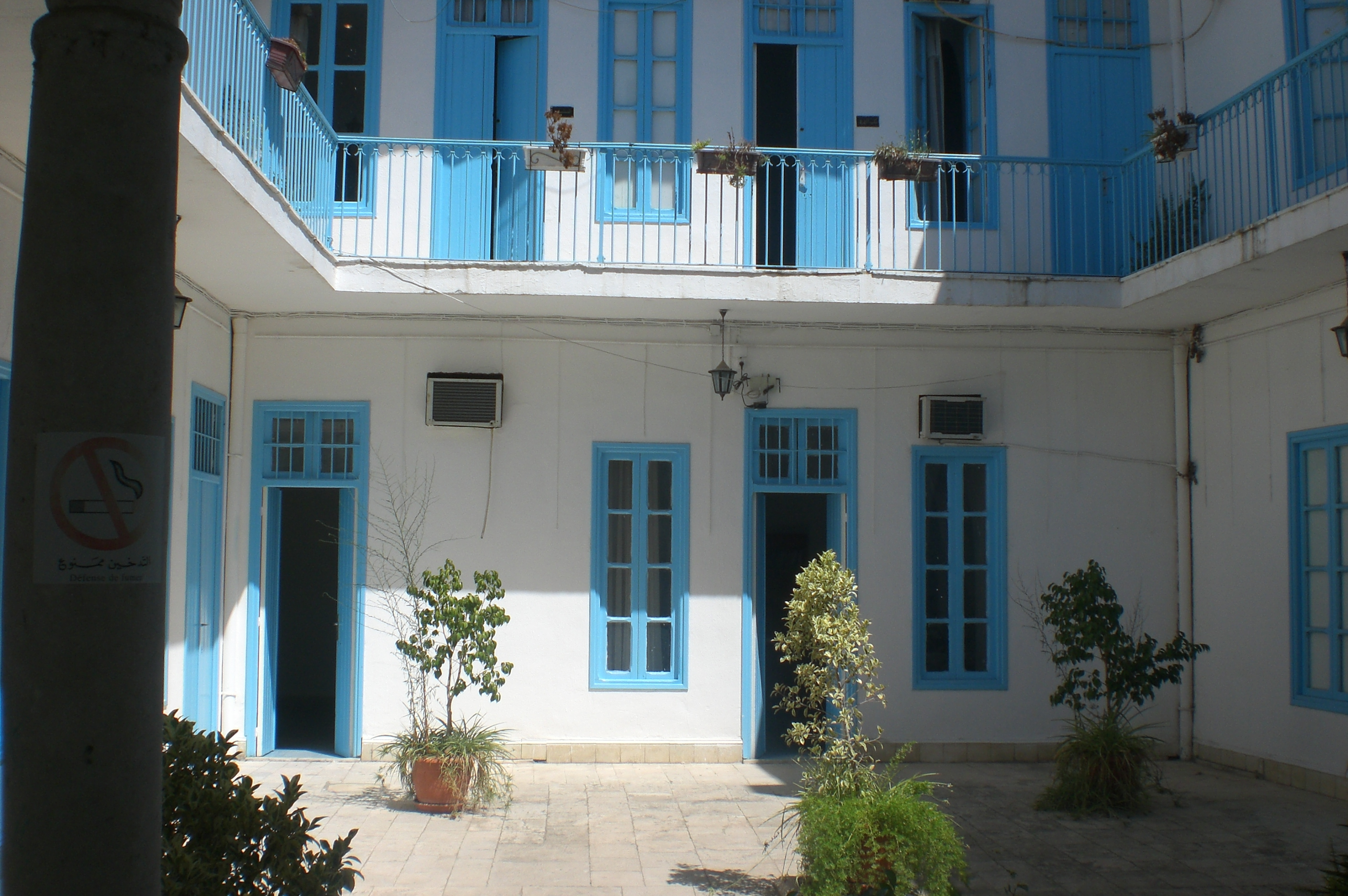
Cour de la médersa